# 나 자신의 노래
《나 자신의 노래》(Song of Myself)는 월트 휘트먼의 최고 걸작 시다. 총 52편으로 되어 있다. 인간과 자연 만물 모두가 본질적으로 자연스럽고 신성하며 존귀하다는 생각으로, 이들을 예찬하는 노래다. 민주주의 정신을 바탕으로 자유와 평등을 중요시한 시풍이 잘 드러나 있다. 상반·대립·모순 등 다름이라 할 수 있는 요소의 대상들을 자아와 어느 하나의 본질 속에서 융합하려 한다. 휘트먼이 말하고자 하는 자아와 타자와의 관계, 본질과 현상과의 관계를 살펴볼 수 있다.

## 배경
월트 휘트먼의 최고 걸작으로 총 52편의 장시다. 자연 속에 있는 인간, 동물, 식물을 우주와 동일한 것으로 노래했다. 그는 인간이 본래 평등하고 자유로우며, 생명은 영원하고, 본성은 선하고, 존엄한 존재라고 생각한다. 그리하여 신과 같은 온전한 건강체로서의 인간의 본래 모습을, 아주 낙천적으로 소리 높여 노래 부른다. 자기가 곧 우주라고 말함으로써 자아와 우주를 동일시하며, 개인을 일시적으로 살다가 죽는 사실적인 존재가 아닌 영적인 존재로 보는 것이다. 그런 관점에서 인간을 영원한 우주의 영과 합일된 신비로운 존재, 영원하고 무한한 존재로 파악한다.
뿐만 아니라 자연 만상의 어떤 미물이라도 기적같이 신비롭다고 여겨, 식물·동물은 물론 모든 것을 예찬한다. 그가 생각하는 자연은 풀과 나무와 벌레와 짐승은 물론 인간까지도 포함하는 삼라만상이며, 상하와 귀천이 없는 평등한 존재들이다. 인간이나 자연 만물 모두가 본질적으로 신성하고 존귀하다는 생각을 가지고 자연을 대하면, 한 포기의 풀에서도 우주의 신비를 읽을 수 있다고 한다.
휘트먼은 시를 통해 각자의 활동이 그 차이를 초월해 하나의 본질에서 나온 것인 동시에 하나의 본질 속으로 융합되는 신비로운 것임을 깨닫는다. 그 본질은 바로 시인의 자아인 동시에 그 자체가 인류인 것이다. 또한 자아와 타자와의 관계, 본질과 현상과의 관계가 서로 상통함을 가리킨다.